# Erweiterter Sicherheitsbegriff
Der erweiterte Sicherheitsbegriff ist eine Bezeichnung, die im Bereich der Sicherheitspolitik seit den 1980er Jahren geprägt wurde und eine Ergänzung des klassischen Sicherheitsbegriffes der Zeit der Blockkonfrontation.
Während man im sicherheitspolitischen Umfeld bis Ende der 1980er Jahre vor allem die militärische Kategorie in den Vordergrund stellte, bekam der Begriff Sicherheit durch die dynamischen Veränderungen auf der Welt, vor allem aber auch in Europa mehrere neue Dimensionen.
Seit dem Ende der 1990er Jahre vollzog sich ein Wandel vom erweiterten Sicherheitsbegriffs hin zu einem umfassenden Sicherheitsbegriff, da der erweiterte Sicherheitsbegriff lediglich eine Ergänzung des Verständnisses, Sicherheit mit militärischen Mitteln zu erreichen, darstellte. Im Rahmen des umfassenden Sicherheitsbegriffes werden militärische und zivile Mittel gleichrangig und miteinander verknüpft betrachtet.
Im Gegensatz zum klassischen Sicherheitsbegriff werden im umfassenden Sicherheitsbegriff vor allem auch „gesellschaftliche, ökonomische, ökologische und kulturelle Bedingungen, die nur im multinationalen Zusammenwirken beeinflusst werden können“, berücksichtigt. Dieses Umdenken ist vor allem auf die erhöhte Sensibilität für die Gefährdung des Planeten mit ihren globalen Auswirkungen auf seine Bevölkerung zurückzuführen. Die internationale Diskussion über die existenzielle Bedeutung dieses Begriffs gewann vor dem Hintergrund von Umweltkatastrophen, Elend, Hunger und Verschuldung in Entwicklungsländern und die potentiellen Gefährdungen durch globale Migrationsbewegungen immer mehr an Bedeutung.
Der Begriff umfassende Sicherheit ist heute elementarer Bestandteil, wenn es um das Konzept der vernetzten Sicherheit geht. Diese besteht aus den Einzelelementen: gesamtstaatliche Sicherheitsvorsorge, multilaterale Koordinierung, Zusammenarbeit der Institutionen (interlocking institutions) und ressortübergreifende Koordinierung (interagency), was sich beispielsweise in den Grundprinzipien deutscher Außen- und Sicherheitspolitik wiederfindet, die grundsätzlich umfassend, präventiv und multilateral ist.